# Herkules (film, 1997)
A Herkules (eredeti cím: Hercules) 1997-ben bemutatott amerikai rajzfilm, amely a 35. Disney-film. Az animációs játékfilm rendezői John Musker és Ron Clements, producerei Ron Clements, Alice Dewey Goldstone és John Musker. A forgatókönyvet Ron Clements, Irene Mecchi, John Musker, Don McEnery és Bob Shaw írta, a zenéjét Alan Menken szerezte. A mozifilm a Walt Disney Pictures és a Walt Disney Feature Animation gyártásában készült, a Buena Vista Pictures forgalmazásában jelent meg. Műfaja zenés fantasy filmvígjáték.
Amerikában 1997. június 15-én, míg Magyarországon 1997. november 27-én mutatták be a mozikban.
A történet a görög mitológia alakja, Héraklész (ismertebb, római nevén Herkules), Zeusz fiának kalandjait követi nyomon. A kritikai fogadtatás előrelépésként értékelhető a stúdió két előző produkciójához képest, azonban a Pocahontas és A Notre Dame-i toronyőr ellenére a Herkulesnek nem sikerült elérnie a 100 millió dolláros bevételt Észak-Amerikában, mindazonáltal világszinten több mint negyedmilliárd dollárt gyűjtött. A filmet Oscar-díjra jelölték egyik betétdaláért, s videoforgalmazásra készült folytatás és televíziós sorozat is követte.

## Cselekmény
|  | Alább a cselekmény részletei következnek! |

A művészetek istennői, a múzsák mesélik el, hogyan jutott hatalomra a mindenható Zeusz és hogyan akadályozta meg a titánok uralkodási kísérletét. Elérkezik a nap, mikor Zeusznak és Hérának gyermeke születik Herkules néven, a többi isten nagy örömére. A főisten fivére, Hádész azonban cseppet sem lelkes, mivel a Párkák azt jósolják neki, Herkules megakadályozza majd, hogy átvegye a világ irányítását. Az alvilág istene megbízza csatlósait, Pechet és Pánikot Herkules megölésével, amihez előbb halandóvá kell tenni egy varázsital segítségével; a két ügyefogyott szolgát azonban megzavarják, így Herkules csupán halhatatlanságát veszíti el, földöntúli ereje megmarad.
Herkules gyermekkorát kívülállóként éli, hatalmas ereje kihívást jelent számára, képtelen beilleszkedni a többi ember közé. Nevelőszülei elárulják neki, hogy talált gyermek, így az ifjú úgy dönt, utána jár származásának. Zeusz elmondja fiának, ahhoz, hogy visszatérhessen az Olümposzra, be kell bizonyítania, igazi hős. Szárnyas lovával, Pegazussal az oldalán Herkules felkeresi Philoktétészt, a mogorva szatírt, akinek eddig minden kiképzett hőse alulmaradt; végül úgy dönt, egy utolsó próbát tesz Herkules felkészítésével. A kiképzés után hármójuk megkísérli megmenteni Meget, egy bajba jutott hölgyet a kentaur Nesszosztól. A forrófejű Herkules nehezen ugyan, de megbirkózik a feladattal, s bár elbűvöli a bájos lány, folytatja útját Thébába. Távozása után Megről kiderül, Hádész kényszerű szolgálatában áll, mivel lelkét az istennek adta szerelme életéért cserébe, aki végül elhagyta őt. Mikor Hádész rájön, hogy Herkules életben van, éktelen haragra gerjed, s új tervet sző kiiktatására.
Herkules arra készül, hogy bizonyítsa Théba népének hősiességét. Hádész a Hidrát veti be, hogy a sokfejű szörnyeteg végezzen a még tapasztalatlan aspiránssal. Hosszú küzdelem után az istenek gyermeke kerekedik felül azzal, hogy a fenevadra zúdítja a hegyoldalt. Herkules rövidesen multimilliomossá, ünnepelt sztárrá válik országszerte. Ráébredve, hogy tervét komoly veszély fenyegeti, Hádész Meget küldi kideríteni a szuperhős gyenge pontját, s cserébe szabadságát ígéri a lánynak. Herkulest csalódás éri, mikor Zeusz közli vele, még nem térhet vissza az istenek közé, mivel pusztán karizma nem bizonyítja valódi rátermettségét. A hős eltölt egy napot Meggel, aki azon veszi észre magát, hogy beleszeretett a férfibe. Mikor Herkules távozása után megjelenik Hádész, Meg tájékoztatja, hogy Herkulesnek nincs gyenge pontja, azonban a számító isten már nagyon is jól tudja, mi az. Phil fül- és szemtanúja kettejük beszélgetésének, s megpróbálja figyelmeztetni tanítványát, aki azonban ügyet sem vet rá, mi több, komolyan megsérti őt, így a szatír hazatérését tervezi. Hádész tűnik fel a megkötözött Meggel az oldalán, s alkut ajánl Herkulesnek: ha a hős a következő huszonnégy órára átadja neki erejét, Megara szabad lesz és sértetlen. Miután Herkules elfogadja az ajánlatot, Hádész elárulja neki, hogy Megara végig őt szolgálta, majd pedig a titán horda kiszabadítására indul. Egy kivételével az Olümposz felé irányítja őket, a küklópszot pedig Herkules megölésére utasítja. A Megarában, s így mindenben csalódott hős baját ereje híján rendesen ellátja az óriás, azonban Phil lelket önt belé, a végső pillanatban pedig Meg a segítségére siet, így ő hal meg helyette. Ennek következtében az alku felbomlik, Herkules visszanyeri erejét, s Pegazus hátán az istenek segítségére siet. A legyőzött Hádész visszatér az alvilágba.
Herkules rövidesen utánamegy, s Meget követeli, azonban a holtak ura felvilágosítja, hogy szerelme jelenleg a lelkek folyójának foglya. Herkules magát ajánlja fel a lányért cserébe, Hádész pedig belemegy az egyezségbe, abban bízván, hogy a férfi nem ér fel Meggel, mielőtt maga is odaveszne. Herkules beleveti magát az örvénybe, s noha életereje egyre fogy, elképesztő bátorsága révén visszanyeri isteni mivoltát, egyúttal halhatatlanságát, s így sikeresen kijut a lány lelkével. Hádész megpróbálja kimagyarázni magát, azonban Herkules egy ökölcsapással a mélybe küldi, ahol a lelkek lehúzzák az áramlattal. Herkules egyesíti Meg lelkét és testét, majd együtt indulnak az Olümposzhoz. Herkules azonban lemond a halhatatlanságról, s a földi életet választja szerelme oldalán. Phil végre elnyeri, amire mindig is vágyott: megjegyzik nevét egy igazi hős tanítójaként.
|  | Itt a vége a cselekmény részletezésének! |

## Szereplők
További magyar hangok: Antal László, Dimulász Miklós, Halasi Dániel, Hamvas Dániel, Imre István, Riha Zsófi, Rudas István, Salinger Gábor, Szokol Péter, Szuchy Péter, Szűcs Sándor, Tardy Balázs, Végh Ferenc, Wohlmuth István, Zágoni Zsolt

## Háttér
A Herkules munkálatai 1994 végétől 1997 elejéig tartottak. A filmben vegyül a 2D-s és 3D-s animáció; utóbbi a Hidra megjelenésénél a legszembetűnőbb. Az animátorok 6-14 órát töltöttek egyetlen képkocka renderelésével ezen jelenetben, attól függően, éppen hány feje volt a szörnyetegnek. A Herkules minden szereplőjének külön vezető animátora volt. Andreas Deja, Herkules animálásának felügyelője úgy nyilatkozott, az e szereplő életre keltésében közreműködő stáb volt a legnagyobb, amivel valaha dolgozott. Korábban ő felelt Gastonért A szépség és a szörnyetegből, Jafarért az Aladdinból és Zordonért Az oroszlánkirályból, általában négy másik szakemberrel együttműködve, míg Herkules esetében a csapat tizenkét-tizenhárom főt tett ki. Támpontnak a főhős megjelenítéséhez Deja a görög szobrokat és Gerald Scarfe munkáját nevezte meg a Pink Floyd: A falon. Megara vezető animátora, Ken Ducan elmondta, karaktere megalkotásában az 1940-es évek bolondos komikái ihlették, hajának alakzatában pedig görög formák köszönnek vissza. Nik Ranieri, Hádész felelőse autókereskedőre, hollywoodi ügynökre építette a szereplőt, s sokat tett hozzá James Woods rögtönzött dialógja. Ranieri szerint a legnehezebb dolog Hádész animálásában az volt, hogy túl sokat és túl gyorsan beszélt: „két hétbe telt egy másodpercnyi jelenete.” Eric Goldberg munkája volt Philoktétész megelevenítése; a Hófehérke és a hét törpe egyik törpéje, Morgó és Bacchus a Fantáziából volt hatással a szereplőre. A színészek is befolyásolták a szereplők animációját. Deja beépítette Tate Donovan „elbűvölő ártatlanságát” Herkules megnyilvánulásaiba. Goldberg felfedezte, hogy Danny DeVito „szájának egészen eltérő alakja van”, mikor felvételről megnézték szinkronizálás közben, így ehhez alkalmazkodva alakították Philt. Ranieri megnézett több James Woods-filmet is, s tapasztalatait felhasználta Hádész gúnyos mosolyához.

## Marketing
A Herkules bemutatójához kapcsolódóan számos játék, könyv és egyéb kapcsolt termék került a boltokba, a bemutató előtt két héttel tartott premieren pedig felvonulást is tartottak a Times Square-en. Még a mozibemutató előtt elkészült a film Disney on Ice-adaptációja. A Hercules Action Game névre keresztelt videójátékot a Eurocom fejlesztette, s 1997 júliusában jelent meg Windowsra és PlayStationre.

## Bemutató
A Disney szabad ég alatti premiert tervezett a Herkulesnek a Pnyx-dombnál Athénban, azonban a görög kormány nem egyezett bele a helyszínbe, miután a görög médiára és közvéleményre rossz benyomást tett a film. Az Adsmvtos Typos nevű görög lap szerint ugyanis a Herkules „újabb példa arra, hogy idegenek eltorzítják történelmünket és kultúránkat, csak hogy megfeleljen anyagi érdeküknek.”

### Box office
A Herkulest 1997. június 15-én tűzte műsorára exkluzívan a New York-i New Amsterdam Theater, nagyszabású újranyitása alkalmával, majd két héttel később országosan is bemutatták. Június 27. és 29. között 21,5 millió dollárt gyűjtött 2621 moziból, ami a toplista második helyére volt elegendő a szintén új filmként belépő Ál/arc mögött. A nyitány hajszálnyival magasabb az egy évvel korábbi Disney-film, A Notre Dame-i toronyőr fogadtatásánál, azonban jelentősen elmarad az 1995-ös Pocahontasétól és a stúdió klasszikus-sorozatának csúcsát jelentő, 1994-es Az oroszlánkirályétól, de a későbbiekben a Mulan és a Tarzan is jobb eredményt ért el startjakor. A Herkules végül 99,1 millió dollárig jutott otthonában, vagyis a 100 millió dolláros határt nem érte el, ellentétben a Disney-reneszánsz többi filmjével. A Disney vezetői a korábbiaknál kompetitívebb piacot vádolták ezen kudarcért. A világ többi részén ugyancsak visszalépést könyvelt el a film 153,6 millió dollárnak megfelelő bevételével, hiszen A Notre Dame-i toronyőr és a Pocahontas is 200 millió feletti forgalmat bonyolított. A globális összeg ezzel együtt meghaladta a negyedmilliárd dollárt, amivel az éves listán a Herkules a 12. helyet érte el (míg csupán Észak-Amerikában a 17. lett).
A film európai körútja 1997. október 10-én kezdődött meg az Egyesült Királysággal, de a további nemzetekre csak november-december folyamán került sor. Magyarországon november 27-én mutatta be az InterCom a Herkulest, s az év végéig, azaz bő egy hónap alatt 2558 vetítést tartottak belőle országszerte, 215 740 néző érdeklődésével kísérve, 25,6%-os kihasználtság mellett. A következő esztendőben további 110 ezer látogatót regisztráltak, így összesen 325 ezren váltottak jegyet a filmre, ami 84,3 millió forintos bevételt eredményezett. Ezzel a Herkules nálunk is elmaradt némileg a két korábbi Disney-rajzfilmtől, ellenben számottevően nagyobb közönséget fogadott, mint az egy évvel későbbi Mulan.

## Home video
A film 1998. február 3-án jelent meg videókazettán az Egyesült Államokban, a Walt Disney Masterpiece Collection-sorozat részeként. Az első DVD-kiadásra 1999. november 9-én került sor, majd 2000. augusztus 1-jén a Walt Disney Gold Classics Collection keretein belül ismételten napvilágot látott mind VHS-en, mind DVD-n. A film az amerikai videokölcsönzésekkel 43,7 millió dollárra tett szert. Magyarországon a videopremier 1998. szeptember 1-jén volt, a Disney-rajzfilmek hagyományaihoz híven kölcsönzői és kereskedelmi forgalomban egyaránt. DVD-n a Herkules 2004. november 30-án jelent meg hazánkban.

## Jelölések
- 1998 – Oscar-díj jelölés – a legjobb eredeti filmdal – Alan Menken, David Zippel – "Go The Distance"
- 1998 – Golden Globe-díj jelölés – a legjobb eredeti filmdal – Alan Menken, David Zippel – "Go The Distance"